# Eilema iwatensis
Eilema iwatensis är en fjärilsart som beskrevs av Okano 1957. Eilema iwatensis ingår i släktet Eilema och familjen björnspinnare. Inga underarter finns listade i Catalogue of Life.